# Raionul Holovanivsk (pre-2020), Kirovohrad
Holovanivsk (în ucraineană Голованівський район, transliterat: Holovanivskîi raion) este un raion în regiunea Kirovohrad, Ucraina. Reședința sa este așezarea de tip urban Holovanivsk.

## Demografie
Componența lingvistică a raionului Holovanivsk
     Ucraineană (95,64%)
     Rusă (3,71%)
     Alte limbi (0,44%)
Conform recensământului din 2001, majoritatea populației raionului Holovanivsk era vorbitoare de ucraineană (95,64%), existând în minoritate și vorbitori de rusă (3,71%).